# Dziecinów (povjat otwocki)
Dziecinów je mjesto u Mazowiecku vojvodstvu, (povjat otwocki), u središnjoj Poljskoj. Blizu mjesta je grad Otwock.
Naselje je postojalo još u 14. stoljeću, a sada ima 704 stanovnika.